# Claude-François de Malet
Pour les articles homonymes, voir Malet.
Claude-François de Malet, né le 28 juin 1754 à Dole et mort le 29 octobre 1812 à Vaugirard, est un général d’Empire, auteur du coup d'État de 1812 contre Napoléon, durant la retraite de Russie.

## Pendant l'Ancien Régime
Membre d'une famille noble et aristocratique de Franche-Comté, deuxième fils de Jean de Malet (capitaine de régiment de Beauvilliers cavalerie) et Gabrielle née Febvre. Il s’engage à dix-sept ans comme mousquetaire gris dans un régiment qui est dissous en 1775. Il revient dans sa famille après le licenciement de la maison du roi.

## Révolution française
S'étant prononcé en faveur des idées nouvelles, il est déshérité pour son soutien à la Révolution française. Chef de la garde nationale de Dole, il participe à la fête de la Fédération en 1790 à Paris. Un décret du Comité de salut public renvoie de l'armée tous les ex-officiers de la Maison du Roi. Malet, amer, s’engage alors dans l’armée et sert comme capitaine au 50e régiment d'infanterie dans l’armée du Rhin. Il est réformé en 1795 pour cause de surplus d'officiers.
Il reprend du service et il est promu adjudant-général chef de brigade le 13 avril 1796. Nommé chef d’état-major de la 6e division militaire en mars 1797, puis auprès du général Championnet à l’armée des Alpes en 1799. Il est promu général de brigade le 19 octobre 1799, puis combat en Helvétie en 1801. Championnet et Masséna le citent honorablement dans plusieurs rapports. Malet se montre hostile à Napoléon Bonaparte dès le Consulat.

## Conspirateur républicain
Distrait de l'armée active et envoyé à Bordeaux pour commander le département, il vote contre le Consulat à vie, puis contre l’Empire. On le relègue aux Sables-d'Olonne, où il fait éclater une opposition encore plus vive et prend l'habitude de rendre visite aux proscrits d'Oléron. En vain essaie-t-on de le gagner en lui décernant le titre de commandeur de la Légion d'honneur le 30 janvier 1805.
Quelque temps après, Napoléon se fait proclamer Empereur. Il envoie sa démission.
Il est mis en disponibilité puis en non-activité le 2 mars 1805. Il est nommé gouverneur de Pavie, puis de Rome en tant que surveillant des États pontificaux, il est chassé par le prince Eugène de Beauharnais pour propagande républicaine et vol (trafic avec des maisons de jeux, confiscation de bateaux de prise). Après enquête, il est mis en retraite avec pensions en 1805. Il est interné de 1807 à 1808.
Malet a su se constituer un réseau au point qu'une légende veut qu'il ait appartenu à la société des Philadelphes, une société secrète républicaine. Personnage procédurier et tatillon, il devient aigri pour avoir manqué un rôle national dans une carrière politique (par deux fois, il a échoué au mandat de député du Jura) ou militaire. Il est au moins certain qu'il ourdit une conspiration en 1808 avec des sénateurs républicains prévoyant d'apposer 12 000 affiches dans Paris proclamant la déchéance de l'Empire, pendant que l'Empereur est en Espagne. Trahi par un de ses complices, il est arrêté et 55 personnes avec lui ; mais au lieu de lui infliger la peine capitale, on se contente de le retenir dans une prison d'État à la Force en 1809. Il conçoit une deuxième conspiration le 29 juin 1809 alors que l'Empereur se trouve à Schönbrunn, mais un « mouton » à la prison de la Force dénonce Malet à la police. Il est transféré à la prison de Sainte-Pélagie, puis placé en résidence dans la maison médicale du docteur Dubuisson en 1810, où il met au point son coup d’État avec plusieurs autres détenus politiques, notamment des royalistes comme l'abbé Lafon (membre de La Congrégation), Jules de Polignac ou Ferdinand de Bertier, au point que certains historiens pensent que Malet a été manipulé par les partisans du retour des Bourbons sur le trône.

## Coup d'État de 1812

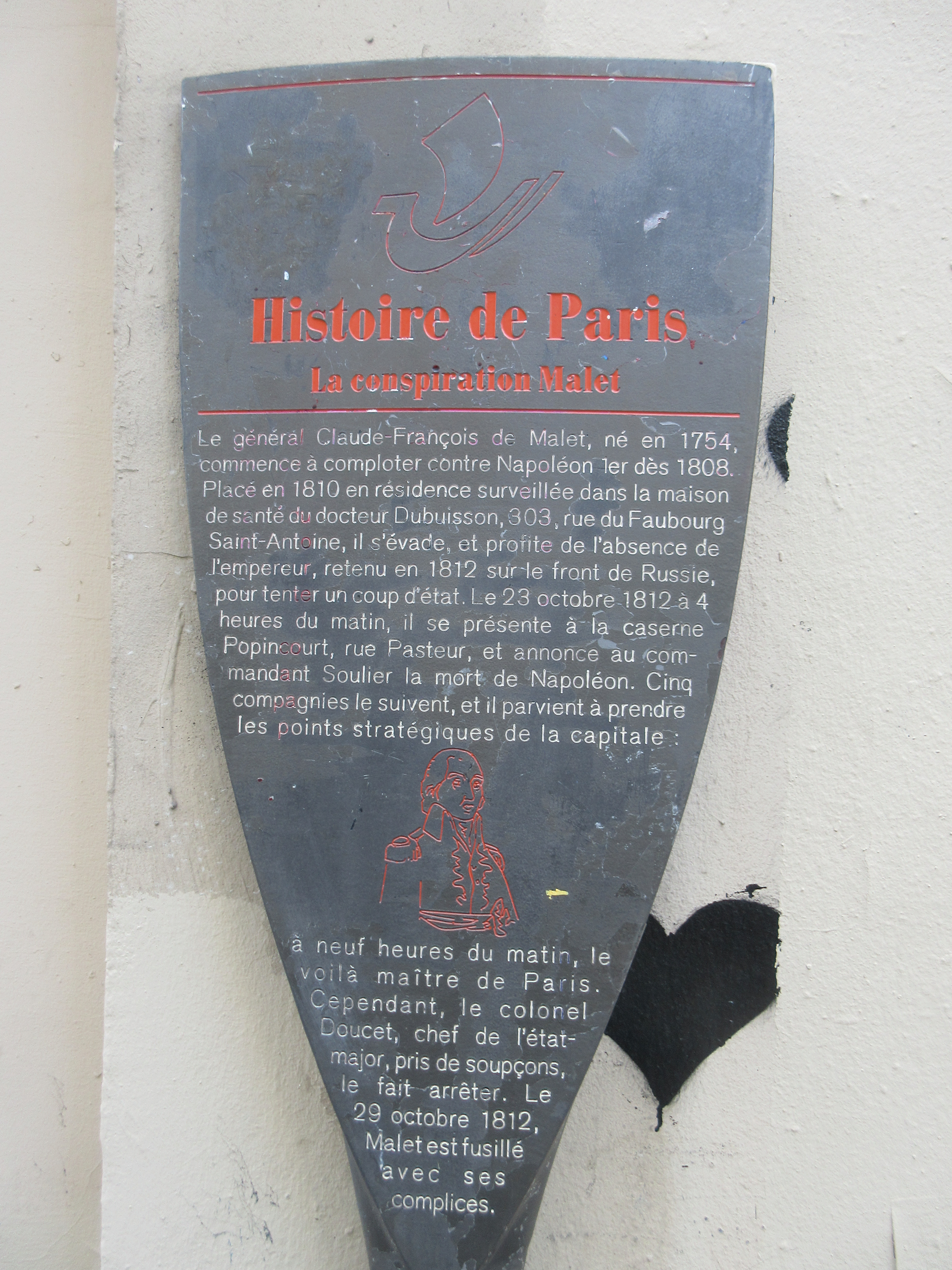
Panneau Histoire de Paris « Conspiration de Malet »

Cette détention dure depuis quatre ans lorsqu’il conçoit son plan de coup d’État. Il prépare les décrets à faire prendre au Sénat. En vertu de ces décrets, le gouvernement impérial est aboli ; un gouvernement provisoire le remplace. Dans la nuit du 22 au 23 octobre, échappant aux faibles consignes sous lesquelles il est détenu, Malet s'assure de l'obéissance d'une cohorte de la garde nationale et fait libérer des généraux soutenant son projet. Ceux-ci s'emparent du ministère de la Police et de son ministre Savary, et s'assurent du contrôle de l'hôtel de ville de Paris.
Napoléon Bonaparte est alors en pleine campagne de Russie. Malet, après sa fuite de la prison, enfile un uniforme de général remis par sa femme et se présente comme le général Lamothe auprès de la caserne de garde de Popincourt. Il déclare que Napoléon Bonaparte est mort le 7 octobre à Moscou et qu'un gouvernement provisoire doit être constitué. Il diffuse alors les décrets qu'il avait préparés et les hommes acceptent volontiers la nouvelle.

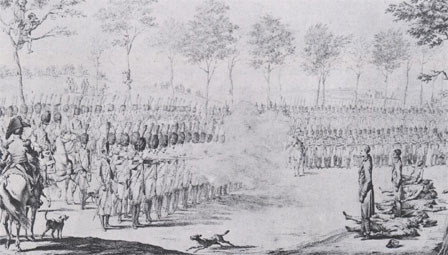
Exécution du général Malet le 29 octobre 1812.

Tout se déroule comme prévu, Malet se dirige ensuite sur le quartier général de la place de Paris, mais son commandant Hulin lui pose des questions avant d’accepter ses ordres. Hulin est le premier qui pose des questions et émet des doutes devant l'histoire de Malet, il demande même des ordres écrits. Voyant ses ouvertures mal reçues, Malet lui tire à bout portant un coup de pistolet qui lui fracasse la mâchoire. Hulin ne meurt pas du tir de pistolet et est même surnommé par la suite le général "Bouffe-la-balle",.
Malet continue sa route et se rend chez le colonel Doucet qui, avec son adjoint Laborde, chef de bataillon, démasquent alors ce premier : en effet, Malet déclare que Napoléon est mort le 7 octobre, alors que le colonel Doucet a reçu des nouvelles de Napoléon plus récentes que cela. Ceux-ci le font ligoter et enfermer en prison. À 12 h, le 23 octobre 1812, le coup d'État est stoppé court.
Malet et les participants au coup d'État sont traduits le 29 octobre 1812 devant un conseil de guerre. Interrogé sur ses complices, Malet répond « Mais tout le monde. Vous-même, monsieur le président, si j'avais réussi ». Condamnés à mort, une quinzaine d'hommes dont le général sont fusillés, le jour même et le suivant, dans la plaine de Grenelle.
Son corps et ceux de ses complices furent inhumés dans une fosse commune du cimetière des suppliciés, le cimetière de Sainte-Catherine.

## Décorations
- Commandeur de la Légion d'honneur

## Source partielle
« Claude-François de Malet », dans Charles Mullié, Biographie des célébrités militaires des armées de terre et de mer de 1789 à 1850, 1852 [détail de l’édition]

### Bases de données et dictionnaires
- Ressource relative aux beaux-arts :   - AGORHA
- Notices dans des dictionnaires ou encyclopédies généralistes :   - Britannica
  - Den Store Danske Encyklopædi
  - Deutsche Biographie
  - Enciclopedia De Agostini
  - Treccani
  - Universalis
- Notices d'autorité :   - VIAF
  - ISNI
  - BnF (données)
  - IdRef
  - LCCN
  - GND
  - Pays-Bas
  - Pologne
  - NUKAT
  - WorldCat